# حزب دزدان دریایی (ایسلند)

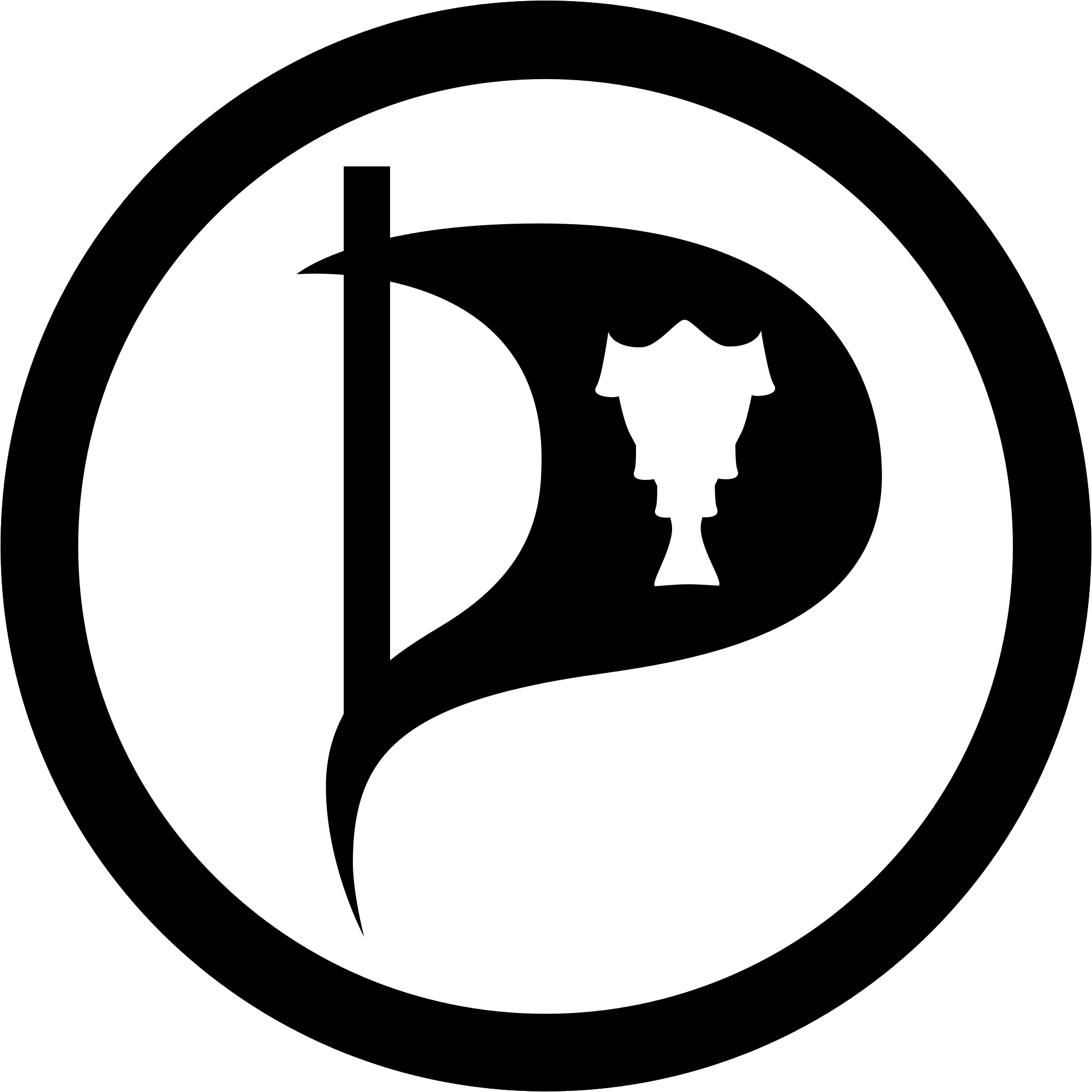
لوگوی حزب دزدان دریایی ایسلند

حزب دزدان دریایی ایسلند، یک حزب سیاسی در کشور ایسلند است که بر اساس دموکراسی مستقیم و تحزب دزدان دریایی شکل گرفته است.

## تاریخچه
این حزب در سال ۲۰۱۲ توسط Birgitta Jónsdóttir و تعدادی فعالان اینترنتی شکل گرفت و برای اولین بار (با نماد Þ که شبیه به سمبل حزب است) در انتخابات سال ۲۰۱۳ شرکت داده شد. در سال ۲۰۱۶، حزب درخواست داد که از آن به بعد با حرف P در انتخابات شرکت کند.
در انتخابات پارلمانی، در سال ۲۰۱۳ این حزب ۵ درصد آراء را کسب کرد. اما در انتخابات سه سال بعد پارلمان که در سال ۲۰۱۶ برگزار شد، این حزب موفق شد با ۱۴ درصد آراء، ۱۰ کرسی از ۶۳ کرسی پارلمان ایسلند را به دست آورد.